# دان جنكينز
دان جنكينز (بالإنجليزية: Dan Jenkins)‏ هو لاعب غولف أمريكي، ولد في 2 ديسمبر 1929، وتوفي في 7 مارس 2019.